# 新井健二
新井健二（Kenji ARAI，1978年5月19日—），出生于日本埼玉縣，日本职业足球运动员，司职后卫。
新井健二毕业于日本立正大学，原效力于日本J联赛的新潟天鵝，后随新潟天鵝乙队加盟新加坡职业足球联赛，2006年转会至新加坡联赛球队武装部队担任球队主力后卫，身穿3号球衣。現為新加坡武装部队足球俱乐部的球員。